# Comuna Dorobanți, Arad
Dorobanți (în maghiară: Kisiratos) este o comună în județul Arad, Crișana, România, formată numai din satul de reședință cu același nume. Comuna s-a înființat în anul 2004 prin desprinderea de orașul Curtici.

## Demografie
Componența etnică a comunei Dorobanți
     Maghiari (80,38%)
     Români (11,99%)
     Romi (3,58%)
     Alte etnii (0,33%)
     Necunoscută (3,71%)
Componența confesională a comunei Dorobanți
     Romano-catolici (79,92%)
     Ortodocși (11,46%)
     Reformați (2,32%)
     Alte religii (2,19%)
     Necunoscută (4,11%)
Conform recensământului efectuat în 2021, populația comunei Dorobanți se ridică la 1.509 locuitori, în scădere față de recensământul anterior din 2011, când fuseseră înregistrați 1.635 de locuitori. Majoritatea locuitorilor sunt maghiari (80,38%), cu minorități de români (11,99%) și romi (3,58%), iar pentru 3,71% nu se cunoaște apartenența etnică. Din punct de vedere confesional, majoritatea locuitorilor sunt romano-catolici (79,92%), cu minorități de ortodocși (11,46%) și reformați (2,32%), iar pentru 4,11% nu se cunoaște apartenența confesională.

## Politică și administrație
Comuna Dorobanți este administrată de un primar și un consiliu local compus din 11 consilieri. Primarul, Erica Korondi-Józsa[*], de la Uniunea Democrată Maghiară din România, este în funcție din 2016. Începând cu alegerile locale din 2024, consiliul local are următoarea componență pe partide politice:
|  | Partid                                 | Consilieri | Componența Consiliului | Componența Consiliului | Componența Consiliului | Componența Consiliului | Componența Consiliului | Componența Consiliului | Componența Consiliului | Componența Consiliului | Componența Consiliului |
|  | -------------------------------------- | ---------- | ---------------------- | ---------------------- | ---------------------- | ---------------------- | ---------------------- | ---------------------- | ---------------------- | ---------------------- | ---------------------- |
|  | Uniunea Democrată Maghiară din România | 9          |                        |                        |                        |                        |                        |                        |                        |                        |                        |
|  | Partidul Național Liberal              | 1          |                        |                        |                        |                        |                        |                        |                        |                        |                        |
|  | Partidul Social Democrat               | 1          |                        |                        |                        |                        |                        |                        |                        |                        |                        |

## Atracții turistice
- Ștrand cu apă termală